# 涼城県
涼城県（りょうじょう-けん）は、中華人民共和国内モンゴル自治区ウランチャブ市に位置する県。
県中央部にタエギーン・ノール（岱海）と言う湖があり、環境保護関連事業開発及び、リゾート開発が行われている。ウランチャブ・タエギーン・ノール・スキー場（烏蘭察布岱海滑雪場）、タエギーン・ノール温泉（岱海温泉、中水塘温泉）もある。
中温帯半乾燥モンスーン型気候のため雨量は稀少で不平均、農牧業の発展は妨げられていた。近年は精緻的畜牧業が発展し、酪農と肉羊が主となった。

## 行政区画
6バルガス（鎮）、1郷（シャン）、1ウンドゥストゥン・シャン（民族郷）を管轄
- バルガス（鎮）
  - タエギーン・ノール・バルガス（岱海鎮）
  - ジョルガドガール・ソム・バルガス（六蘇木鎮）
  - マエハント・バルガス（麦胡図鎮）
  - 永興鎮
  - マンハン・バルガス（蛮漢鎮）
  - 鴻茅鎮
- 郷：天成郷
- ウンドゥストゥン・シャン（民族郷）：曹碾満族郷
- タエギーン・ノール（岱海）循環工業発展区、マンハン（蛮漢）山林場、タエギーン・ノール林場、タエギーン・ノール旅遊区弁事所